# Thomas Mettenleiter

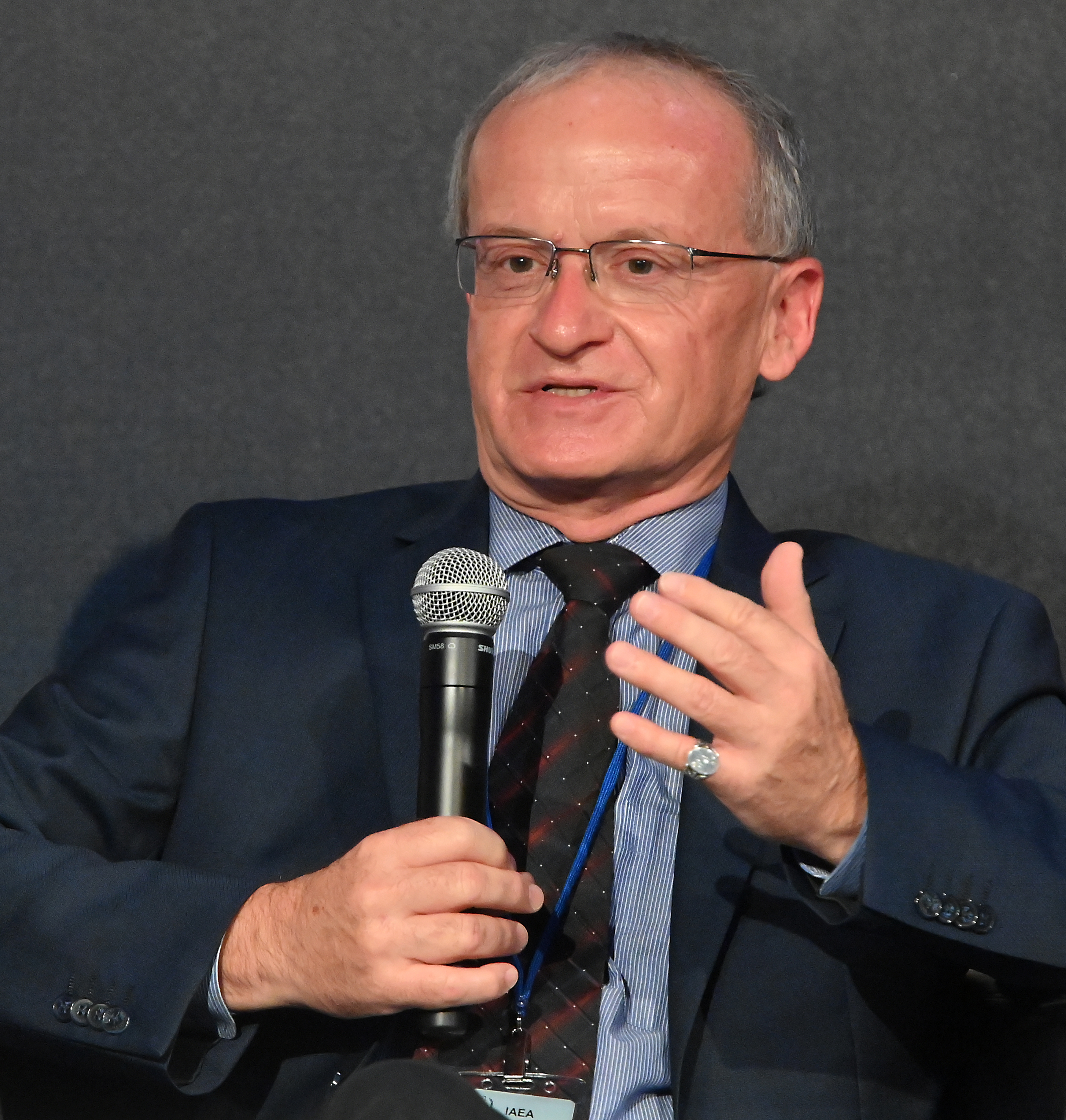
Thomas Mettenleiter (2021)

Thomas Christoph Mettenleiter (* 18. März 1957 in Göppingen) ist ein deutscher Biologe und Virologe. Er leitete vom 1. Juli 1996 bis 30. Juni 2023 als Präsident das Friedrich-Loeffler-Institut, Bundesforschungsinstitut für Tiergesundheit (vormals Bundesforschungsanstalt für Viruskrankheiten der Tiere) mit Hauptsitz auf der Insel Riems bei Greifswald.

## Leben
Mettenleiter studierte Biologie an der Eberhard Karls Universität Tübingen und promovierte 1985 im Hauptfach Genetik. Nach einem Forschungsaufenthalt am Department of Microbiology der Medical School der Vanderbilt University in Nashville, USA, arbeitete er bis 1993 am Institut für Impfstoffe der Bundesforschungsanstalt für Viruskrankheiten der Tiere in Tübingen und habilitierte sich 1990.
Im Zeitraum von 1994 bis 2019 leitete er das Institut für molekulare Virologie und Zellbiologie des Friedrich-Loeffler-Instituts auf der Insel Riems (früher Institut für molekulare und zelluläre Virologie der Bundesforschungsanstalt für Viruskrankheiten der Tiere). 1996 wurde er Präsident dieser Bundesforschungseinrichtung, die mittlerweile wieder den Namen ihres Gründers Friedrich Loeffler führt. Das Friedrich-Loeffler-Institut (FLI) ist eines der vier Bundesforschungsinstitute im Geschäftsbereich des Bundesministeriums für Ernährung und Landwirtschaft (BMEL).
1997 erfolgte die Ernennung Mettenleiters zum außerplanmäßigen Professor an der Universität Greifswald. Sein Hauptarbeitsgebiet ist die molekulare Virologie.

## Mitgliedschaften
Thomas Mettenleiter ist Mitglied in zahlreichen wissenschaftlichen Beiräten und Gesellschaften, u. a. der American Society for Microbiology, der Deutschen Gesellschaft für Virologie und der Deutschen Veterinärmedizinischen Gesellschaft.
Seit dem Jahr 2000 ist er Mitglied der Deutschen Akademie der Naturforscher Leopoldina und seit 2008 in der Akademie der Wissenschaften in Hamburg. Ende 2009 wählte ihn die Polnische Akademie der Wissenschaften (PAN) zum Mitglied der Sektion Landwirtschaft, Forsten und Veterinärwissenschaften. Im Jahr 2011 wurde er zum korrespondierenden ausländischen Mitglied der Königlich-Belgischen Akademie für Medizin gewählt.
Zusammen mit Wanda Markotter (Zentrum für Zoonosen, Universität Pretoria) ist Thomas C. Mettenleiter Gründungsvorsitzender des 2021 von WHO, WOAH, FAO und UNEP gemeinsam initiierten „One Health High Level Expert Panel“.

## Auszeichnungen
- Aladár-Aujeszky-Gedächtnismedaille (1993) der Ungarischen Akademie der Wissenschaften, Budapest
- Martin-Lerche-Forschungspreis (2007) der Deutschen Veterinärmedizinischen Gesellschaft (DVG)
- Ehrendoktorwürde (Dr. med. vet. h.c., 2007) der Tierärztlichen Hochschule Hannover
- Rubenow-Medaille (2010) der Universitäts- und Hansestadt Greifswald
- Lecturer (2013) der Deutschen Gesellschaft für Hygiene und Mikrobiologie (DGHM)
- Forschungspreis des Greifswald University Club 2014
- Robert-von Ostertag-Plakette (2014) der Bundestierärztekammer
- Veterinary Herpesvirus Award (2017), European Society for Veterinary Virology
- Honorarprofessor für Virologie in der Nutztierhaltung an der Universität Rostock (2019)
- Ehrendoktorwürde (Dr. med. vet. h.c., 2022) des Fachbereichs Veterinärmedizin der Justus-Liebig-Universität Gießen
- Goldene Ehrennadel des Bundesverbandes der praktizierenden Tierärzte (2022)
- Goldmedaille der Weltorganisation für Tiergesundheit (WOAH, 2023)
- Professor Niklas-Medaille (BMEL, 2023)
- Verdienstkreuz 1. Klasse des Verdienstordens der Bundesrepublik Deutschland (2024)[3]
- Loeffler-Frosch-Medaille der Gesellschaft für Virologie (GfV, 2025)[4]